# Прато Валентино (Сондрио)
Прато Валентино је насеље у Италији у округу Сондрио, региону Ломбардија.
Према процени из 2011. у насељу је живело 2 становника. Насеље се налази на надморској висини од 1711 м.